# Fűzvölgy, Zala
Fűzvölgy  este un sat în districtul Nagykanizsa, județul Zala, Ungaria, având o populație de 131 de locuitori (2011). 

## Demografie
Componența etnică a satului Fűzvölgy
     Maghiari (69,88%)
     Germani (30,12%)
Componența confesională a satului Fűzvölgy
     Romano-catolici (84,73%)
     Necunoscută (15,27%)
Conform recensământului din 2011, satul Fűzvölgy avea 131 de locuitori. Din punct de vedere etnic, majoritatea locuitorilor (69,88%) erau maghiari, cu o minoritate de germani (30,12%).  Din punct de vedere confesional, majoritatea locuitorilor (84,73%) erau romano-catolici. Pentru 15,27% din locuitori nu este cunoscută apartenența confesională.